# Gunter Mackinger

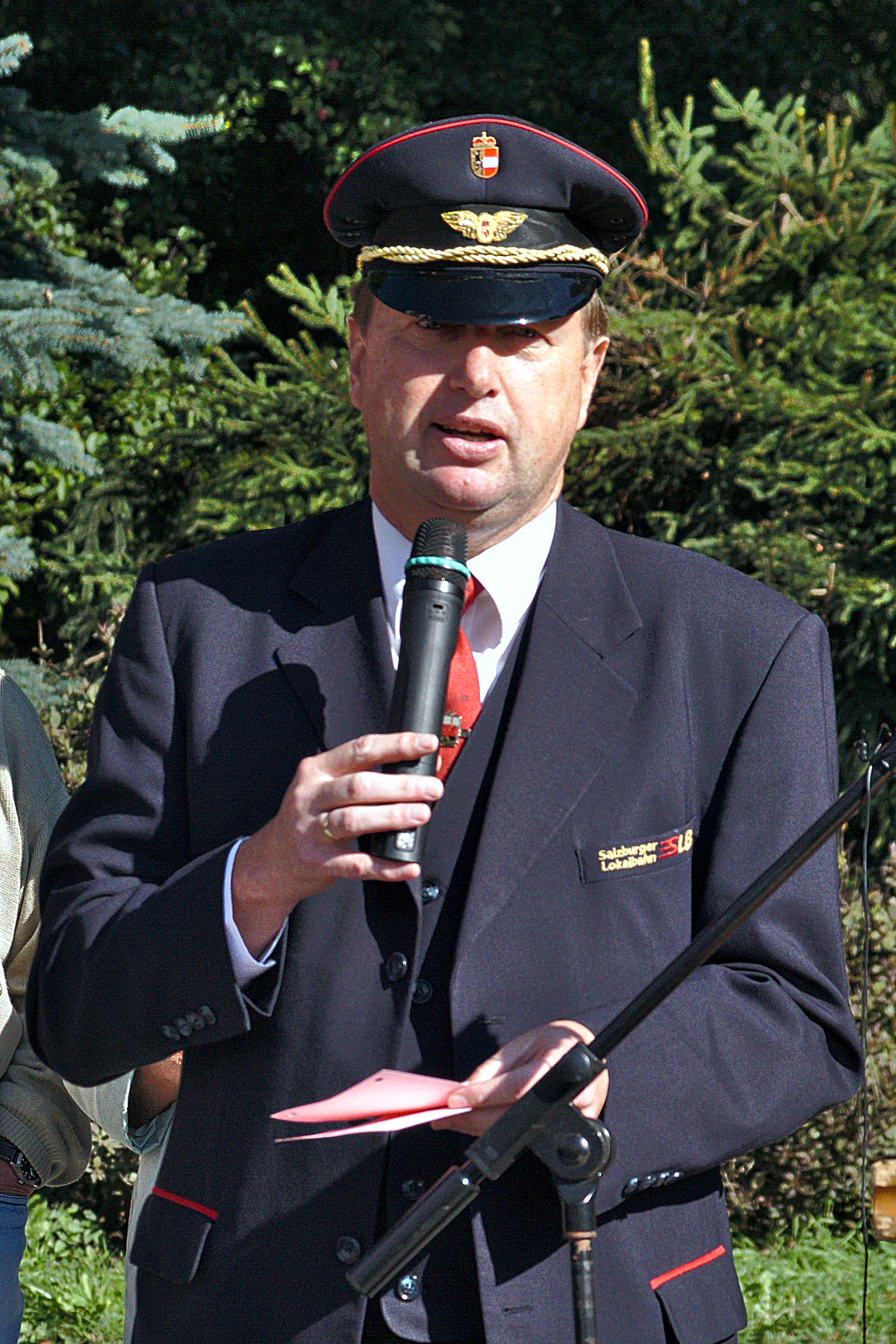
Gunter Mackinger bei der Wiedereröffnung der Pinzgauer Lokalbahn (2010)

Gunter Mackinger (* 29. September 1956) ist ein österreichischer Experte für das Eisenbahnwesen, Autor von eisenbahnbezogenen Sachbüchern und Führungskraft von Bahnunternehmen.
Mackinger war von 2000 bis 2014 als Verkehrsdirektor der Salzburg AG für deren Bahn- und O-Busbetriebe verantwortlich. Weiters war er stellvertretender Betriebsleiter der Achenseebahn. Derzeit (2025) ist er Vorstand der Lokalbahn Lambach - Vorchdorf-Eggenberg und der Lokalbahn Gmunden–Vorchdorf sowie gemeinsam mit Alois Doppler Präsident des Eisenbahnvereins Club 760.

## Leben
Gunter Mackinger beendete seine schulische Laufbahn mit der Matura und leistete anschließend bis 1978 seinen Wehrdienst beim Bundesheer ab. Daraufhin übernahm er eine Anstellung als Verschieber bei der Salzburger Lokalbahn und arbeitete sich dann weiter zum Schaffner, Triebfahrzeugführer und Fahrdienstleiter hoch. Nach und nach übernahm er dabei auch Verwaltungs- und Führungsaufgaben. Im Jahr 2000 wurde Mackinger zum Betriebsleiter der Schienenverkehrssparte Salzburger Lokalbahn berufen. 2003 wurde er zudem Direktor des StadtBus Salzburg. Drei Jahre später übernahm er die Geschäftsführung der Salzkammergutbahn GmbH mitsamt der Wolfgangseeschifffahrt und der Zahnradbahn auf den Schafberg.
Von 1999 bis 2004 war Mackinger für die SPÖ Mitglied im  Gemeinderat der Stadt Salzburg.
2010 wurde er schließlich auch zum Geschäftsführer der Berchtesgadener Landbahn GmbH bestellt. Ab dem 1. August 2014 war er nur noch strategischer Verkehrsdirektor, ohne nähere Aufgabendefinition. Am 31. Oktober 2014 verließ er die Salzburg AG.
Mackinger ist seit November 2014 als Berater für Light Rail- und Trolleybus-Systeme bei der in Bad Dürrnberg ansässigen A.S.S.-experts tätig.
Derzeit ist er Aufsichtsrat der Schiene OÖ GmbH, Vorstand der Lokalbahn Lambach-Vorchdorf-Eggenberg AG und seit Juli 2024 auch der Lokalbahn Gmunden–Vorchdorf.

## Interessensvertretungen und Ehrenamt
Gunter Mackinger agierte einige Jahre als Vizepräsident der Katholischen Aktion Salzburg.
Einige Jahre hatte er Funktionen der Wirtschaftskammer Salzburg inne:
- Mitglied des Wirtschaftsparlaments (2010 bis 2014)
- Stellvertretender Spartenobmann Verkehr (2010 bis 2014)
- Obmann der Fachvertretung Schienenbahnen (2005 bis 2014)

Darüber hinaus war er seit 2005 Mitglied im Fachverband der Schienenbahnen der Wirtschaftskammer Österreich.
Öffentliche Aufmerksamkeit erreichte er durch seine Ko-Präsidentschaft beim Eisenbahnverein Club 760.

## Sonstiges
Mackinger ist allgemein beeideter und gerichtlich zertifizierter Sachverständiger für Verkehr und Fahrzeugtechnik mit Spezialisierung auf Eisenbahn, Seilbahn und Unfallanalyse.

## Ehrungen
2009 wurde ihm für seine Leistungen für den öffentlichen Nahverkehr in Salzburg das Große Verdienstzeichen des Landes Salzburg und 2012 der Berufstitel Kommerzialrat verliehen. Weiters
- 2011: Goldene Schiene des Verbandes der Führungskräfte Deutscher Bahnen
- 2011: PRO BAHN Fahrgastpreis für seine Verdienste um den Wiederaufbau der Pinzgauer Lokalbahn[17]
- 2021: Salzburger Stadtsiegel in Gold[18]
- 2021: Silbernes Ehrenzeichen für Verdienste um die Republik Österreich[12]
- 2022: Orden der Heiligen Rupert und Virgil in Gold der Erzdiözese Salzburg[11]

## Familie
Gunter Mackinger ist verheiratet, Vater von drei erwachsenen Kindern und Großvater von zwei Enkelkindern.

## Werke (Auswahl)
- Die elektrische Lokalbahn in Salzburg. Texte von Gunter Mackinger mit Unterstützung der Herren Max Bednar und Gerhard Mayr. Streckenskizze von Johann Maderegger. Fotos von Gerald Breitfuss. Bildband. Pospischil, Wien 1992.
- Privatbahnen in Österreich. Strecken – Fahrzeuge –Betrieb. Von Andreas Christopher, Gunter Mackinger und Peter Wegenstein. Transpress, Stuttgart 1997, ISBN 3-613-71052-8.
- Die Bahnen der Stadt Monheim. Von Stefan Kunig und Gunter Mackinger. Kenning, Nordhorn 2001, ISBN 3-933613-00-0, 2. Aufl. 2008, ISBN 978-3-933613-94-3.
- Der Obus in Salzburg. Kenning, Nordhorn 2005, ISBN 3-933613-74-4.
- Schafbergbahn und Wolfgangseeschiffe. Kenning, Nordhorn 2008, ISBN 978-3-933613-92-9.
- Lokalbahn Lambach - Vorchdorf-Eggenberg. Wien 2023. ISBN 978-3-902894-48-9
- Die Gaisbergbahn 1887–1928. RMG-Verlag. 2023. ISBN 978-3-903411-19-7